# تبلت شیلد
تبلت شیلد که بعداً با نام تبلت شیلد کی۱ (به انگلیسی: Shield Tablet K1) معرفی شد، یک تبلت مخصوص بازی است که توسط انویدیا توسعه داده شده و در ۲۹ ژوئن ۲۰۱۴ عرضه شده‌است. این دستگاه، دومین دستگاه قابل حمل مخصوص بازی انویدیاست که از اندروید استفاده می‌کند. در مقایسه با شیلد پرتبل، دسته بازی این کنسول قابل جداسازی است و می‌تواند جداگانه خریداری شود. این دستگاه می‌تواند از چهار دسته بی‌سیم پشتیبانی کند. صفحه تبلت شیلد با وضوح ۱۲۰۰×۱۹۲۰ و هشت اینچی است، اما با اتصال آن به یک تلویزیون، می‌توان تصاویر را با وضوح ۴کی مشاهده کرد.
نسخه دیگری از این تبلت با نام تبلت شیلد کی۱ در نوامبر ۲۰۱۵ عرضه شد و قیمت آن به ۲۰۰ دلار کاهش یافت.